# Farouk Mardam-Bey
Farouk Mardam-Bey és un editor francès. Resident a França des de 1965. Llicenciat en Ciències Polítiques en la Universitat de Caen i en Didàctica de la Història en la Universitat de París VII. Va ser cap de la biblioteca de l'Institut del Món Àrab, on actualment exerceix com a Conseller Cultural. Des de 1981 és director de publicació de la Revue d'études palestiniennes i, des de 1995, editor i director de la col·lecció «Sindbad» d'Actes Sud.
El 1992 publica, en col·laboració amb Samir Kassir, Itinéraires de Paris à Jérusalem: la France et le conflit israélo-arabe, 1917-1991. Juntament a Elias Sanbar, ha coordinat l'edició de les obres: Palestine: cartes postales de la collection de Ezzedine Kalak (1980), Classiques arabes (1981), Jérusalem, le sacré et le politique (2000) i El derecho al retorno: el problema de los refugiados palestinos (2002). També ha coordinat la publicació de títols com: Mille et un livres sur le monde arabe (1990), Le monde arabe: bibliographie sélective et analytique (1987), Ecrivains arabes d'hier et d'aujourd'hui (1996), Palestine, l'enjeu culturel (1997), Liban, figures contemporaines (1999) i La Poésie arabe (1999). Ha traduït al francès obres dels escriptors Mahmud Darwish i Saadi Youssef, i és autor de tres llibres sobre gastronomia.